# Hatufim
Hatufim (hébreu : חטופים, littéralement « Enlevés ») ou Les Prisonniers au Québec, est une série télévisée israélienne en 24 épisodes de 45 minutes de Gideon Raff qui a inspiré la série Homeland, et diffusée entre le 6 mars 2010 et le 25 décembre 2012 sur la chaîne Channel 2 (Aroutz 2).
En France, en Allemagne et en Belgique la série est diffusée depuis le 9 mai 2013 sur Arte et au Québec depuis le 28 avril 2014 sur ARTV.

## Synopsis
Nemrod, Uri et Amiel, trois soldats israéliens, sont capturés lors d'une opération au Liban puis maintenus en détention en Syrie par un groupe d'islamistes, les Enfants du Djihad. Libérés et de retour au pays dix-sept ans plus tard, les deux premiers doivent non seulement apprendre à se réintégrer et surmonter le traumatisme dû aux mauvais traitements infligés durant leur captivité mais découvrir avec surprise le rôle joué par les services secrets durant toutes ces années. 
L'histoire est ponctuée de multiples rebondissements, l'essentiel du scénario étant centré sur le sort du troisième homme (est-il mort ? est-il encore en captivité ?) et sur les réactions des femmes, Talia, l'épouse de Nemrod, Nurit, la fiancée d'Uri et Yael, la sœur d'Amiel.
Sur cette trame vient peu à peu se greffer une seconde histoire, celle d'un autre soldat israélien, Yinon, parti en Syrie pour retrouver Amiel et motivé par un souvenir douloureux de son enfance.

## Distribution

### Première saison (2010)
- Yoram Toledano (VF : Bruno Magne) : Nimrod Klein
- Yaël Abecassis (VF : Stéphanie Lafforgue) : Talia Klein
- Yaël Eitan (he) (VF : Marie Diot) : Dana Klein
- Guy Selnik (he) (VF : Rémi Caillebot) : Hatzav Klein
- Ishai Golan (en) (VF : Jonathan Amram) : Ouri Zach
- Mili Avital (VF : Laurence Bréheret) : Nourit Halévi-Zach
- Mickey Leon (he) (VF : Julien Meunier) : Yaakov « Yaki » Zach
- Adam Kent (he) (VF : Gabriel Bismuth-Bienaimé) : Asaf Zach
- Shmuel Shilo (en) (VF : Thierry Murzeau) : Joseph « Yoske » Zach
- Assi Cohen (en) (VF : Frédéric Popovic) : Amiel Ben-Horin
- Adi Ezroni (en) (VF : Caroline Bourg) : Yaël Ben-Horin
- Nevo Kimchi (he) (VF : Éric Aubrahn) : Ilan Feldman
- Gal Zaid (he) (VF : Sébastien Desjours) : Chaïm Cohen
- Sandy Bar (VF : Charlotte Marin) : Iris
- Aki Avni : Ofer
- Jonathan Uziel (he) : Yinon « Noni » Meiri
- Dalik Volonitz (he) : Dr Shmuel Ostrovski
- Doron Amit (he) : Éhoud Ostrovski
- Salim Daw : Jamal Agrabiya
- Abdallah El Akal : Ismaïl Agrabiya (enfant)
- Said Dasuki : Ismaïl Agrabiya (adolescent)

Version française
- Société de doublage : Nice Fellow[4]
- Direction artistique : Jean-Pascal Quilichini[4]
- Adaptation des dialogues : Lara Saarbach et Philippe Lebeau[4]

Source VF : Doublage Séries Database

### Seconde saison (2012)
(acteurs supplémentaires)
- Yousef Sweid : Abdallah ben Rachid
- Hadar Ratzon-Rotem (he) : Leïla
- Makram Khoury : Sheikh Qasab
- Shimon Mimran (he) : Dr Ze'ev Kaplan

## Épisodes

### Première saison (2010)
Elle a été diffusée du 6 mars au 22 mai 2010.
1. Le Retour (השיבה)
2. La Plate-forme I (המתקן חלק א)
3. La Plate-forme II(המתקן חלק ב)
4. Lettres de maman (מכתבים מאמא)
5. Le Regard de l'absent (שמרי נפשך)
6. Le Journal (היומן)
7. Séjour en enfer (תמונה מהשבי)
8. Portrait de famille[5] (« ושבו מצרימה »)
9. Insomnie (ערים בלילה)
10. La Révélation (גילוי מצבה)

### Seconde saison (2012)
Elle a été diffusée du 15 octobre au 25 décembre 2012.
1. Je t’aime, mon fils[6] (להתראות מתוק)
2. Bon anniversaire (חג לה שמח)
3. Petits mensonges (שקרים קטנים)
4. Bleu (כחול)
5. La Secrétaire de l'unité (פקידה פלוגתית)
6. Les Plages (חופיםv)
7. La Photo (התמוכה)
8. Passage[7] (מותו של סוכן)
9. L'Ami de Mika (החבר של מיקה)
10. Halva (חלבה)
11. Notre agent à Damas (האישה שלנו בדמשק)
12. La Directive Hannibal (נוהל חניבעל)
13. Opération Judas (מבצע יהודה)
14. Retrouvailles (חטופים)

## Distinctions
- 2010 : Israel Academy Award for Television de la meilleure série

## Sorties DVD
| Saison | Date     | Date            | Date     | Épisodes | Disques |
| Saison | Région 1 | Région 2        | Région 4 | Épisodes | Disques |
| 1      | —        | 16 juillet 2012 | —        | 10       | 3       |
| 2      | —        | 28 juillet 2014 | —        | 14       | 5       |
| ------ | -------- | --------------- | -------- | -------- | ------- |